# HD 214019
HD 214019，又名BD+69 1263，SAO 10418、HR 8598，是一颗恒星，视星等为6.34，位于銀經111.76，銀緯10.56，其B1900.0坐标为赤經22h 30m 27.2s，赤緯+69° 10.56′ 26″。